# Évolution des relations diplomatiques du Saint-Siège en 2019
Représentation actuelle du Saint-Siège
- 2015
- 2016
- 2017
- 2018
- 2019
- 2020
- 2021
- 2022
- 2023

Représentations : près le Saint-Siège, pour le Saint-Siège
Cette liste présente les évolutions des relations pour et près le Saint-Siège en 2019.

## Évolution des relations près le Saint-Siège
Le tableau suivant présente la liste des ambassadeurs accrédités près le Saint-Siège ayant pris leurs fonctions en 2019. 
| Date              | Pays               | Nom                                | Note                                               |
| ----------------- | ------------------ | ---------------------------------- | -------------------------------------------------- |
| 9 mars 2019       | Arménie            | Garen Nazarian (it)                |                                                    |
| 22 mars 2019      | Turquie            | Lütfullah Göktaş                   |                                                    |
| 23 mai 2019       | Éthiopie           | Henok Teferra Shawlx               |                                                    |
| 23 mai 2019       | Guinée             | Mamadou Siradiou Diallo            |                                                    |
| 23 mai 2019       | Guinée-Bissau      | Filomena Mendes Mascarenhas Tipote |                                                    |
| 23 mai 2019       | Luxembourg         | Christian Biever                   |                                                    |
| 23 mai 2019       | Mozambique         | Sérgio Nathú Cabá                  |                                                    |
| 23 mai 2019       | Norvège            | Erik Førner (en)                   |                                                    |
| 23 mai 2019       | Nouvelle-Zélande   | Nigel Fyfe                         |                                                    |
| 23 mai 2019       | Sierra Leone       | Samuel Tamba Musa                  |                                                    |
| 23 mai 2019       | Thaïlande          | Chakri Srichawana                  |                                                    |
| 7 juin 2019       | France             | Élisabeth Beton-Delègue            | Décret de nomination publié le 11 avril 2019 au JO |
| 11 juin 2019      | Malaisie           | Westmoreland Anak Edward Palon     |                                                    |
| 22 juin 2019      | Bulgarie           | Bogdan Konstantinov Patashev       |                                                    |
| 20 septembre 2019 | Colombie           | Jorge Mario Eastman Robledo (es)   |                                                    |
| 21 septembre 2019 | Grèce              | Nicolas Patakias                   |                                                    |
| 26 septembre 2019 | Maroc              | Rajae Naji El Mekkaoui             |                                                    |
| 4 octobre 2019    | Nicaragua          | Gilda María Bolt González          |                                                    |
| 14 novembre 2019  | Sénégal            | Martin Pascal Tine                 |                                                    |
| 5 décembre 2019   | Bosnie-Herzégovine | Igor Žontar                        |                                                    |
| 6 décembre 2019   | Brésil             | Henrique Sardinha Pinto (pt)       |                                                    |
| 12 décembre 2019  | Géorgie            | Kéthévane Bagration de Moukhrani   |                                                    |
| 13 décembre 2019  | Mexique            | Alberto Medardo Barranco Chavarría |                                                    |
| 19 décembre 2019  | Seychelles         | Beryl Shirley Samson               |                                                    |
| 19 décembre 2019  | Mali               | Toumani Djimé Diallo (de)          |                                                    |
| 19 décembre 2019  | Andorre            | Carles Àlvarez Marfany             |                                                    |
| 19 décembre 2019  | Kenya              | Judi Wangalwa Wakhungu             |                                                    |
| 19 décembre 2019  | Lettonie           | Elita Kuzma (de)                   |                                                    |
| 19 décembre 2019  | Niger              | Ado Elhadji Abou                   |                                                    |

## Évolution des relations pour le Saint-Siège
Le tableau suivant présente la liste des nonces ou délégués apostoliques nommés par le Saint-Siège en 2019 pour le représenter dans différents pays et instances internationales. 
| Date             | Pays                     | Titre                 | Nom                    | Nationalité        |
| ---------------- | ------------------------ | --------------------- | ---------------------- | ------------------ |
| 2 février 2019   | Côte d'Ivoire            | Nonce apostolique     | Ante Jozić             | Croatie            |
| 2 février 2019   | Zambie                   | Nonce apostolique     | Gianfranco Gallone     | Italie             |
| 4 février 2019   | Ouganda (en)             | Nonce apostolique     | Luigi Bianco           | Italie             |
| 16 février 2019  | Kenya (en)               | Nonce apostolique     | Hubertus van Megen     | Pays-Bas           |
| 4 mars 2019      | Autriche (en)            | Nonce apostolique     | Pedro López Quintana   | Espagne            |
| 19 mars 2019     | Soudan du Sud (en)       | Nonce apostolique     | Hubertus van Megen     | Pays-Bas           |
| 19 mars 2019     | Mozambique (en)          | Nonce apostolique     | Piergiorgio Bertoldi   | Italie             |
| 19 mars 2019     | Slovénie                 | Nonce apostolique     | Jean-Marie Speich      | France             |
| 19 mars 2019     | Kosovo (en)              | Délégué apostolique   | Jean-Marie Speich      | France             |
| 26 mars 2019     | Mali (en)                | Nonce apostolique     | Tymon Tytus Chmielecki | Pologne            |
| 26 mars 2019     | Guinée (en)              | Nonce apostolique     | Tymon Tytus Chmielecki | Pologne            |
| 29 mars 2019     | Nouvelle-Zélande (en)    | Nonce apostolique     | Novatus Rugambwa       | Tanzanie           |
| 29 mars 2019     | Pacifique                | Délégué apostolique   | Novatus Rugambwa       | Tanzanie           |
| 8 mai 2019       | Malawi (en)              | Nonce apostolique     | Gianfranco Gallone     | Italie             |
| 25 mai 2019      | Fidji (en)               | Nonce apostolique     | Novatus Rugambwa       | Tanzanie           |
| 25 mai 2019      | Palaos (en)              | Nonce apostolique     | Novatus Rugambwa       | Tanzanie           |
| 25 mai 2019      | Monaco (en)              | Nonce apostolique     | Antonio Arcari         | Italie             |
| 15 juin 2019     | Lituanie (en)            | Nonce apostolique     | Petar Rajič            | Bosnie-Herzégovine |
| 22 juillet 2019  | Croatie (en)             | Nonce apostolique     | Giorgio Lingua         | Italie             |
| 6 août 2019      | Estonie (en)             | Nonce apostolique     | Petar Rajič            | Bosnie-Herzégovine |
| 6 août 2019      | Lettonie (en)            | Nonce apostolique     | Petar Rajič            | Bosnie-Herzégovine |
| 29 août 2019     | Costa Rica (en)          | Nonce apostolique     | Bruno Musarò           | Italie             |
| 29 août 2019     | Portugal (en)            | Nonce apostolique     | Ivo Scapolo            | Italie             |
| 1er octobre 2019 | Espagne                  | Nonce apostolique     | Bernardito Auza        | Philippines        |
| 1er octobre 2019 | Andorre (en)             | Nonce apostolique     | Bernardito Auza        | Philippines        |
| 7 octobre 2019   | Chili (en)               | Nonce apostolique     | Alberto Ortega Martín  | Espagne            |
| 11 octobre 2019  | Cuba (en)                | Nonce apostolique     | Giampiero Gloder       | Italie             |
| 31 octobre 2019  | Éthiopie (en)            | Nonce apostolique     | Antoine Camilleri      | Malte              |
| 31 octobre 2019  | Djibouti                 | Nonce apostolique     | Antoine Camilleri      | Malte              |
| 31 octobre 2019  | Somalie (en)             | Délégué apostolique   | Antoine Camilleri      | Malte              |
| 4 novembre 2019  | Égypte                   | Nonce apostolique     | Nicolas Thevenin       | France             |
| 4 novembre 2019  | Ligue arabe              | Délégué apostolique   | Nicolas Thevenin       | France             |
| 11 novembre 2019 | Honduras (en)            | Nonce apostolique     | Gábor Pintér           | Hongrie            |
| 16 novembre 2019 | Nations unies - New York | Observateur permanent | Gabriele Caccia        | Italie             |
| 30 novembre 2019 | Îles Marshall (en)       | Nonce apostolique     | Novatus Rugambwa       | Tanzanie           |
| 30 novembre 2019 | Kiribati (en)            | Nonce apostolique     | Novatus Rugambwa       | Tanzanie           |
| 30 novembre 2019 | Nauru (en)               | Nonce apostolique     | Novatus Rugambwa       | Tanzanie           |
| 30 novembre 2019 | Tonga (en)               | Nonce apostolique     | Novatus Rugambwa       | Tanzanie           |

### Composition au 31 décembre 2019 du corps diplomatique du Saint-Siège
| Pays                                  | Représentation          | Représentant                 | Nomination        |
| ------------------------------------- | ----------------------- | ---------------------------- | ----------------- |
| Afrique du Sud                        | Nonce apostolique       | Peter Bryan Wells            | 9 février 2016    |
| Albanie (en)                          | Nonce apostolique       | Charles John Brown           | 9 mars 2017       |
| Algérie                               | Nonce apostolique       | Luciano Russo                | 14 juin 2016      |
| Allemagne                             | Nonce apostolique       | Nikola Eterović              | 21 septembre 2013 |
| Andorre (en)                          | Nonce apostolique       | Bernardito Auza              | 1er octobre 2019  |
| Angola (en)                           | Nonce apostolique       | vacant                       | 15 juin 2019      |
| Antigua-et-Barbuda (en)               | Nonce apostolique       | Fortunatus Nwachukwu         | 4 novembre 2017   |
| Antilles                              | Délégué apostolique     | Fortunatus Nwachukwu         | 4 novembre 2017   |
| Argentine (en)                        | Nonce apostolique       | vacant                       | 12 juin 2019      |
| Arménie (en)                          | Nonce apostolique       | José Avelino Bettencourt     | 1er mars 2018     |
| ASEAN                                 | Nonce apostolique       | Piero Pioppo                 | 19 mars 2018      |
| Australie (en)                        | Nonce apostolique       | Adolfo Tito Yllana           | 17 février 2015   |
| Autriche (en)                         | Nonce apostolique       | Pedro López Quintana         | 4 mars 2019       |
| Azerbaïdjan (en)                      | Nonce apostolique       | Paul Fitzpatrick Russell     | 7 avril 2018      |
| Bahamas (en)                          | Nonce apostolique       | Fortunatus Nwachukwu         | 27 février 2018   |
| Bahreïn (en)                          | Nonce apostolique       | Francisco Montecillo Padilla | 25 avril 2016     |
| Bangladesh (en)                       | Nonce apostolique       | George Kocherry              | 6 juillet 2013    |
| Barbade (en)                          | Nonce apostolique       | Fortunatus Nwachukwu         | 4 novembre 2017   |
| Belgique (en)                         | Nonce apostolique       | Augustine Kasujja            | 12 octobre 2016   |
| Belize (en)                           | Nonce apostolique       | Fortunatus Nwachukwu         | 8 septembre 2018  |
| Bénin                                 | Nonce apostolique       | Brian Udaigwe                | 8 avril 2013      |
| Biélorussie (en)                      | Nonce apostolique       | vacant                       | 12 novembre 2019  |
| Birmanie (en)                         | Nonce apostolique       | Paul Tschang In-Nam          | 12 août 2017      |
| Bolivie (en)                          | Nonce apostolique       | Angelo Accattino             | 12 septembre 2017 |
| Bosnie-Herzégovine (en)               | Nonce apostolique       | Luigi Pezzuto                | 17 novembre 2012  |
| Botswana                              | Nonce apostolique       | Peter Bryan Wells            | 9 février 2016    |
| Brésil (en)                           | Nonce apostolique       | Giovanni d'Aniello           | 10 février 2012   |
| Brunei (en)                           | Délégué apostolique     | vacant                       | 11 octobre 2019   |
| Bulgarie (en)                         | Nonce apostolique       | Anselmo Guido Pecorari       | 25 avril 2014     |
| Burkina Faso (en)                     | Nonce apostolique       | vacant                       | 19 mars 2019      |
| Burundi                               | Nonce apostolique       | Wojciech Załuski             | 15 juillet 2014   |
| Cambodge (en)                         | Nonce apostolique       | Paul Tschang In-Nam          | 4 août 2012       |
| Cameroun                              | Nonce apostolique       | Julio Murat                  | 24 mars 2018      |
| Canada                                | Nonce apostolique       | Luigi Bonazzi                | 18 décembre 2013  |
| Cap-Vert                              | Nonce apostolique       | Michael Banach               | 9 juillet 2016    |
| République centrafricaine             | Nonce apostolique       | Santiago de Wit Guzmán       | 21 mars 2017      |
| Chili (en)                            | Nonce apostolique       | Alberto Ortega Martín        | 7 octobre 2019    |
| Chine (en)                            | fonction supprimée      | vacant                       | 25 mars 1979      |
| Colombie (en)                         | Nonce apostolique       | Luis Mariano Montemayor      | 27 septembre 2018 |
| Comores (en)                          | Délégué apostolique     | Paolo Rocco Gualtieri        | 13 novembre 2015  |
| Congo                                 | Nonce apostolique       | Francisco Escalante Molina   | 19 mars 2016      |
| République démocratique du Congo (en) | Nonce apostolique       | Ettore Balestrero            | 6 juillet 2018    |
| Îles Cook (en)                        | Nonce apostolique       | vacant                       | 16 juin 2018      |
| Corée du Sud (en)                     | Nonce apostolique       | Alfred Xuereb                | 26 février 2018   |
| Costa Rica (en)                       | Nonce apostolique       | Bruno Musarò                 | 29 août 2019      |
| Côte d'Ivoire                         | Nonce apostolique       | Paolo Borgia                 | 28 octobre 2019   |
| Croatie (en)                          | Nonce apostolique       | Giorgio Lingua               | 22 juillet 2019   |
| Cuba (en)                             | Nonce apostolique       | Giampiero Gloder             | 11 octobre 2019   |
| Chypre (en)                           | Nonce apostolique       | Leopoldo Girelli             | 15 septembre 2017 |
| Danemark (en)                         | Nonce apostolique       | James Patrick Green          | 13 juin 2017      |
| Djibouti                              | Nonce apostolique       | Antoine Camilleri            | 31 octobre 2019   |
| République dominicaine (en)           | Nonce apostolique       | Ghaleb Bader                 | 24 août 2017      |
| Dominique (en)                        | Nonce apostolique       | Fortunatus Nwachukwu         | 4 novembre 2017   |
| Équateur (en)                         | Nonce apostolique       | Andrés Carrascosa Coso       | 22 juin 2017      |
| Égypte                                | Nonce apostolique       | Nicolas Thevenin             | 4 novembre 2019   |
| Émirats arabes unis (en)              | Nonce apostolique       | Francisco Montecillo Padilla | 25 avril 2016     |
| Érythrée (en)                         | Nonce apostolique       | vacant                       | 16 février 2019   |
| Espagne                               | Nonce apostolique       | Bernardito Auza              | 1er octobre 2019  |
| Estonie (en)                          | Nonce apostolique       | Petar Rajič                  | 6 août 2019       |
| Eswatini (en)                         | Nonce apostolique       | Peter Bryan Wells            | 13 juin 2016      |
| Éthiopie (en)                         | Nonce apostolique       | Antoine Camilleri            | 31 octobre 2019   |
| États-Unis                            | Nonce apostolique       | Christophe Pierre            | 12 avril 2016     |
| Fidji (en)                            | Nonce apostolique       | Novatus Rugambwa             | 25 mai 2019       |
| Finlande (en)                         | Nonce apostolique       | James Patrick Green          | 12 octobre 2017   |
| France                                | Nonce apostolique       | vacant                       | 17 décembre 2019  |
| Gabon (en)                            | Nonce apostolique       | Francisco Escalante Molina   | 21 mai 2016       |
| Gambie                                | Nonce apostolique       | Dagoberto Campos Salas       | 17 août 2018      |
| Géorgie (en)                          | Nonce apostolique       | José Avelino Bettencourt     | 8 mars 2018       |
| Ghana (en)                            | Nonce apostolique       | vacant                       | 19 mars 2019      |
| Grande-Bretagne                       | Nonce apostolique       | Edward Joseph Adams          | 8 avril 2017      |
| Grèce (en)                            | Nonce apostolique       | Savio Hon Tai-Fai            | 28 septembre 2017 |
| Grenade (en)                          | Nonce apostolique       | Fortunatus Nwachukwu         | 27 février 2018   |
| Guatemala (en)                        | Nonce apostolique       | vacant                       | 4 novembre 2019   |
| Guinée (en)                           | Nonce apostolique       | Tymon Tytus Chmielecki       | 26 mars 2019      |
| Guinée-Bissau (en)                    | Nonce apostolique       | Michael Banach               | 22 août 2016      |
| Guinée équatoriale (en)               | Nonce apostolique       | Julio Murat                  | 29 mars 2018      |
| Guyana (en)                           | Nonce apostolique       | Fortunatus Nwachukwu         | 4 novembre 2017   |
| Haïti                                 | Nonce apostolique       | Eugene Nugent                | 10 janvier 2015   |
| Honduras (en)                         | Nonce apostolique       | Gábor Pintér                 | 12 novembre 2019  |
| Hongrie                               | Nonce apostolique       | Michael August Blume         | 4 juillet 2018    |
| Inde (en)                             | Nonce apostolique       | Giambattista Diquattro       | 21 janvier 2017   |
| Indonésie (en)                        | Nonce apostolique       | Piero Pioppo                 | 8 septembre 2017  |
| Iran (en)                             | Nonce apostolique       | Leo Boccardi                 | 11 juillet 2013   |
| Irak (en)                             | Nonce apostolique       | vacant                       | 7 octobre 2019    |
| Irlande (en)                          | Nonce apostolique       | Thaddeus Okolo               | 13 mai 2017       |
| Islande (en)                          | Nonce apostolique       | James Patrick Green          | 6 avril 2017      |
| Israël (en)                           | Nonce apostolique       | Leopoldo Girelli             | 13 septembre 2017 |
| Italie (en)                           | Nonce apostolique       | Emil Paul Tscherrig          | 12 septembre 2017 |
| Jamaïque (en)                         | Nonce apostolique       | Fortunatus Nwachukwu         | 4 novembre 2017   |
| Japon (en)                            | Nonce apostolique       | Joseph Chennoth              | 15 août 2011      |
| Jérusalem et Palestine (en)           | Délégué apostolique     | Leopoldo Girelli             | 13 septembre 2017 |
| Jordanie (en)                         | Nonce apostolique       | vacant                       | 7 octobre 2019    |
| Kazakhstan (en)                       | Nonce apostolique       | Francis Assisi Chullikatt    | 30 avril 2016     |
| Kenya (en)                            | Nonce apostolique       | Hubertus van Megen           | 16 février 2019   |
| Kiribati (en)                         | Nonce apostolique       | Novatus Rugambwa             | 30 novembre 2019  |
| Kosovo (en)                           | Délégué apostolique     | Jean-Marie Speich            | 19 mars 2019      |
| Koweït (en)                           | Nonce apostolique       | Francisco Montecillo Padilla | 5 avril 2016      |
| Kirghizistan (en)                     | Nonce apostolique       | Francis Assisi Chullikatt    | 24 juin 2016      |
| Laos (en)                             | Délégué apostolique     | Paul Tschang In-Nam          | 4 août 2012       |
| Lesotho (en)                          | Nonce apostolique       | Peter Bryan Wells            | 13 février 2016   |
| Lettonie (en)                         | Nonce apostolique       | Petar Rajič                  | 6 août 2019       |
| Liban (en)                            | Nonce apostolique       | Joseph Spiteri               | 7 mars 2018       |
| Liberia (en)                          | Nonce apostolique       | Dagoberto Campos Salas       | 28 juillet 2018   |
| Libye                                 | Nonce apostolique       | Alessandro D'Errico          | 10 juin 2017      |
| Liechtenstein (en)                    | Nonce apostolique       | Thomas Edward Gullickson     | 5 septembre 2015  |
| Ligue arabe                           | Délégué apostolique     | Nicolas Thevenin             | 4 novembre 2019   |
| Lituanie (en)                         | Nonce apostolique       | Petar Rajič                  | 15 juin 2019      |
| Luxembourg (en)                       | Nonce apostolique       | Augustine Kasujja            | 7 décembre 2016   |
| Macédoine (en)                        | Nonce apostolique       | Anselmo Guido Pecorari       | 11 juillet 2014   |
| Madagascar (en)                       | Nonce apostolique       | Paolo Rocco Gualtieri        | 13 avril 2015     |
| Malawi (en)                           | Nonce apostolique       | Gianfranco Gallone           | 8 mai 2019        |
| Malaisie (en)                         | Nonce apostolique       | vacant                       | 11 octobre 2019   |
| Mali (en)                             | Nonce apostolique       | Tymon Tytus Chmielecki       | 26 mars 2019      |
| Malte                                 | Nonce apostolique       | Alessandro D'Errico          | 27 avril 2017     |
| Maroc (en)                            | Nonce apostolique       | Vito Rallo                   | 12 décembre 2015  |
| Îles Marshall (en)                    | Nonce apostolique       | Novatus Rugambwa             | 30 novembre 2019  |
| Mauritanie (en)                       | Nonce apostolique       | Michael Banach               | 13 mai 2017       |
| Maurice (en)                          | Nonce apostolique       | Paolo Rocco Gualtieri        | 24 octobre 2015   |
| Mexique (en)                          | Nonce apostolique       | Franco Coppola               | 9 juillet 2016    |
| Micronésie (en)                       | Nonce apostolique       | vacant                       | 16 juin 2018      |
| Moldavie (en)                         | Nonce apostolique       | Miguel Maury Buendía         | 25 janvier 2016   |
| Monaco (en)                           | Nonce apostolique       | Antonio Arcari               | 25 mai 2019       |
| Mongolie (en)                         | Nonce apostolique       | Alfred Xuereb                | 26 février 2018   |
| Monténégro (en)                       | Nonce apostolique       | Luigi Pezzuto                | 17 novembre 2012  |
| Mozambique (en)                       | Nonce apostolique       | Piergiorgio Bertoldi         | 19 mars 2019      |
| Namibie (en)                          | Nonce apostolique       | Peter Bryan Wells            | 13 février 2016   |
| Nations unies - New York              | Observateur permanent   | Gabriele Caccia              | 16 novembre 2019  |
| Nations unies - Genève                | Observateur permanent   | Ivan Jurkovič                | 13 février 2016   |
| Nauru (en)                            | Nonce apostolique       | Novatus Rugambwa             | 30 novembre 2019  |
| Népal (en)                            | Nonce apostolique       | Giambattista Diquattro       | 21 janvier 2017   |
| Nicaragua (en)                        | Nonce apostolique       | Waldemar Stanisław Sommertag | 15 février 2018   |
| Niger (en)                            | Nonce apostolique       | vacant                       | 19 mars 2019      |
| Nigeria (en)                          | Nonce apostolique       | Antonio Guido Filipazzi      | 26 avril 2017     |
| Norvège (en)                          | Nonce apostolique       | James Patrick Green          | 18 octobre 2017   |
| Nouvelle-Zélande (en)                 | Nonce apostolique       | Novatus Rugambwa             | 29 mars 2019      |
| Ouganda (en)                          | Nonce apostolique       | Luigi Bianco                 | 4 février 2019    |
| Ouzbékistan (en)                      | Nonce apostolique       | Celestino Migliore           | 21 janvier 2017   |
| Pacifique - Océanie                   | Délégué apostolique     | Novatus Rugambwa             | 29 mars 2019      |
| Pakistan (en)                         | Nonce apostolique       | Christophe Zakhia El-Kassis  | 24 novembre 2018  |
| Palaos (en)                           | Nonce apostolique       | Novatus Rugambwa             | 25 mai 2019       |
| Panama (en)                           | Nonce apostolique       | Mirosław Adamczyk            | 12 août 2017      |
| Papouasie-Nouvelle-Guinée (en)        | Nonce apostolique       | Kurian Mathew Vayalunkal     | 3 mai 2016        |
| Paraguay (en)                         | Nonce apostolique       | Eliseo Antonio Ariotti       | 5 novembre 2009   |
| Pays-Bas (en)                         | Nonce apostolique       | Aldo Cavalli                 | 21 mars 2015      |
| Péninsule arabique                    | Délégué apostolique     | Francisco Montecillo Padilla | 5 avril 2016      |
| Pérou (en)                            | Nonce apostolique       | Nicolas Girasoli             | 16 juin 2017      |
| Philippines (en)                      | Nonce apostolique       | vacant                       | 16 novembre 2019  |
| Pologne                               | Nonce apostolique       | Salvatore Pennacchio         | 6 août 2016       |
| Porto Rico (en)                       | Délégué apostolique     | Ghaleb Bader                 | 24 août 2017      |
| Portugal (en)                         | Nonce apostolique       | Ivo Scapolo                  | 29 août 2019      |
| Qatar (en)                            | Nonce apostolique       | Francisco Montecillo Padilla | 6 mai 2017        |
| Roumanie                              | Nonce apostolique       | Miguel Maury Buendía         | 5 décembre 2015   |
| Russie                                | Nonce apostolique       | Celestino Migliore           | 28 mai 2016       |
| Rwanda                                | Nonce apostolique       | Andrzej Józwowicz            | 18 mars 2017      |
| Saint-Christophe-et-Niévès (en)       | Nonce apostolique       | Fortunatus Nwachukwu         | 4 novembre 2017   |
| Sainte-Lucie (en)                     | Nonce apostolique       | Fortunatus Nwachukwu         | 27 février 2018   |
| Saint-Vincent-et-les-Grenadines (en)  | Nonce apostolique       | Fortunatus Nwachukwu         | 4 novembre 2017   |
| Salvador                              | Nonce apostolique       | Santo Rocco Gangemi          | 25 mai 2018       |
| Samoa (en)                            | Nonce apostolique       | vacant                       | 16 juin 2018      |
| Saint-Marin (en)                      | Nonce apostolique       | Emil Paul Tscherrig          | 12 septembre 2017 |
| Sao Tomé-et-Principe (en)             | Nonce apostolique       | vacant                       | 15 juin 2019      |
| Sénégal                               | Nonce apostolique       | Michael Banach               | 19 mars 2016      |
| Serbie                                | Nonce apostolique       | Luciano Suriani              | 7 décembre 2015   |
| Seychelles (en)                       | Nonce apostolique       | Paolo Rocco Gualtieri        | 26 septembre 2015 |
| Sierra Leone (en)                     | Nonce apostolique       | Dagoberto Campos Salas       | 17 novembre 2018  |
| Singapour (en)                        | Nonce apostolique       | Marek Zalewski               | 21 mai 2018       |
| Slovaquie (en)                        | Nonce apostolique       | Giacomo Guido Ottonello      | 1er avril 2017    |
| Slovénie                              | Nonce apostolique       | Jean-Marie Speich            | 19 mars 2019      |
| Îles Salomon (en)                     | Nonce apostolique       | Kurian Mathew Vayalunkal     | 21 septembre 2016 |
| Somalie (en)                          | Délégué apostolique     | Antoine Camilleri            | 31 octobre 2019   |
| Soudan du Sud (en)                    | Nonce apostolique       | Hubertus van Megen           | 19 mars 2019      |
| Soudan (en)                           | Nonce apostolique       | vacant                       | 16 février 2019   |
| Sri Lanka (en)                        | Nonce apostolique       | Pierre Nguyên Van Tot        | 22 mars 2014      |
| Suriname (en)                         | Nonce apostolique       | Fortunatus Nwachukwu         | 9 mars 2018       |
| Suède (en)                            | Nonce apostolique       | James Patrick Green          | 6 avril 2017      |
| Suisse                                | Nonce apostolique       | Thomas Edward Gullickson     | 5 septembre 2015  |
| Syrie (en)                            | Nonce apostolique       | Mario Zenari                 | 30 décembre 2008  |
| Tadjikistan (en)                      | Nonce apostolique       | Francis Assisi Chullikatt    | 30 avril 2016     |
| Tanzanie (en)                         | Nonce apostolique       | Marek Solczyński             | 25 avril 2017     |
| Tchad (en)                            | Nonce apostolique       | Santiago De Wit Guzmán       | 25 mars 2017      |
| République tchèque                    | Nonce apostolique       | Charles Daniel Balvo         | 21 septembre 2018 |
| Thaïlande (en)                        | Nonce apostolique       | Paul Tschang In-Nam          | 4 août 2012       |
| Timor oriental (en)                   | Nonce apostolique       | vacant                       | 11 octobre 2019   |
| Togo                                  | Nonce apostolique       | Brian Udaigwe                | 16 juillet 2013   |
| Tonga (en)                            | Nonce apostolique       | Novatus Rugambwa             | 30 novembre 2019  |
| Trinité-et-Tobago (en)                | Nonce apostolique       | Fortunatus Nwachukwu         | 4 novembre 2017   |
| Tunisie                               | Nonce apostolique       | Luciano Russo                | 14 juin 2016      |
| Turquie (en)                          | Nonce apostolique       | Paul Fitzpatrick Russell     | 19 mars 2016      |
| Turkménistan (en)                     | Nonce apostolique       | Paul Fitzpatrick Russell     | 19 mars 2016      |
| Ukraine (en)                          | Nonce apostolique       | Claudio Gugerotti            | 13 novembre 2015  |
| Union européenne                      | Nonce apostolique       | Alain Lebeaupin              | 23 juin 2012      |
| Uruguay (en)                          | Nonce apostolique       | Martin Krebs                 | 16 juin 2018      |
| Vanuatu (en)                          | Nonce apostolique       | vacant                       | 16 juin 2018      |
| Venezuela (en)                        | Nonce apostolique       | Aldo Giordano                | 26 octobre 2013   |
| Viêt Nam (en)                         | Représentant pontifical | Marek Zalewski               | 21 mai 2018       |
| Yémen (en)                            | Nonce apostolique       | Francisco Montecillo Padilla | 30 juillet 2016   |
| Zambie                                | Nonce apostolique       | Gianfranco Gallone           | 2 février 2019    |
| Zimbabwe (en)                         | Nonce apostolique       | vacant                       | 21 mai 2018       |

### Sources
- Bulletins de la salle de presse du Saint-Siège en 2019
- Postes diplomatiques de la Curie sur catholic-hierarchy.org